# Isognathus leachii
Isognathus leachii là một loài bướm đêm thuộc họ Sphingidae. Nó được tìm thấy ở miền nam Panama và từ Colombia, Venezuela, Brasil, Ecuador, Bolivia và Argentina.
Sải cánh dài khoảng 85 mm đối với con đực và 94 mm đối với con cái. 

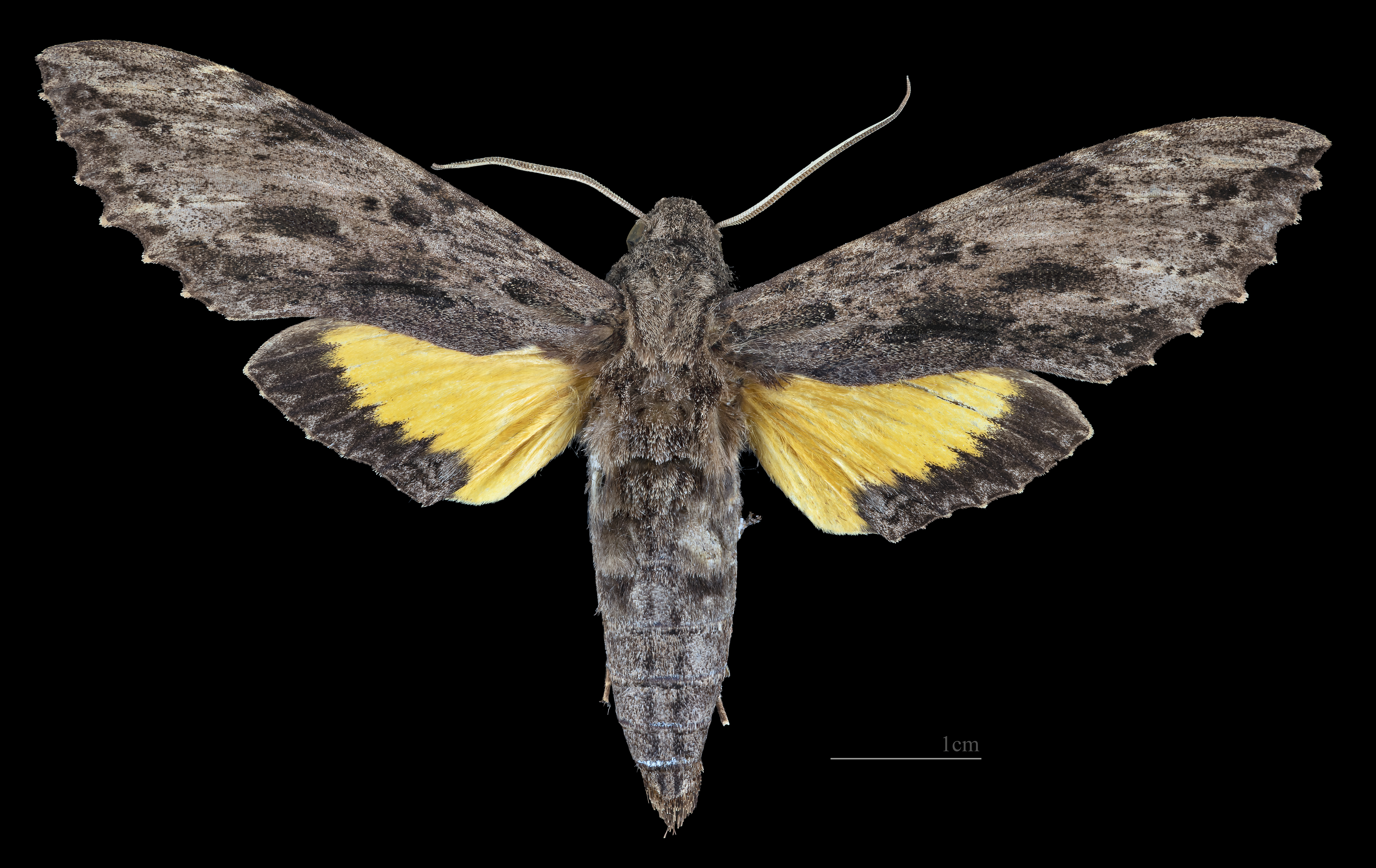
Female dorsal
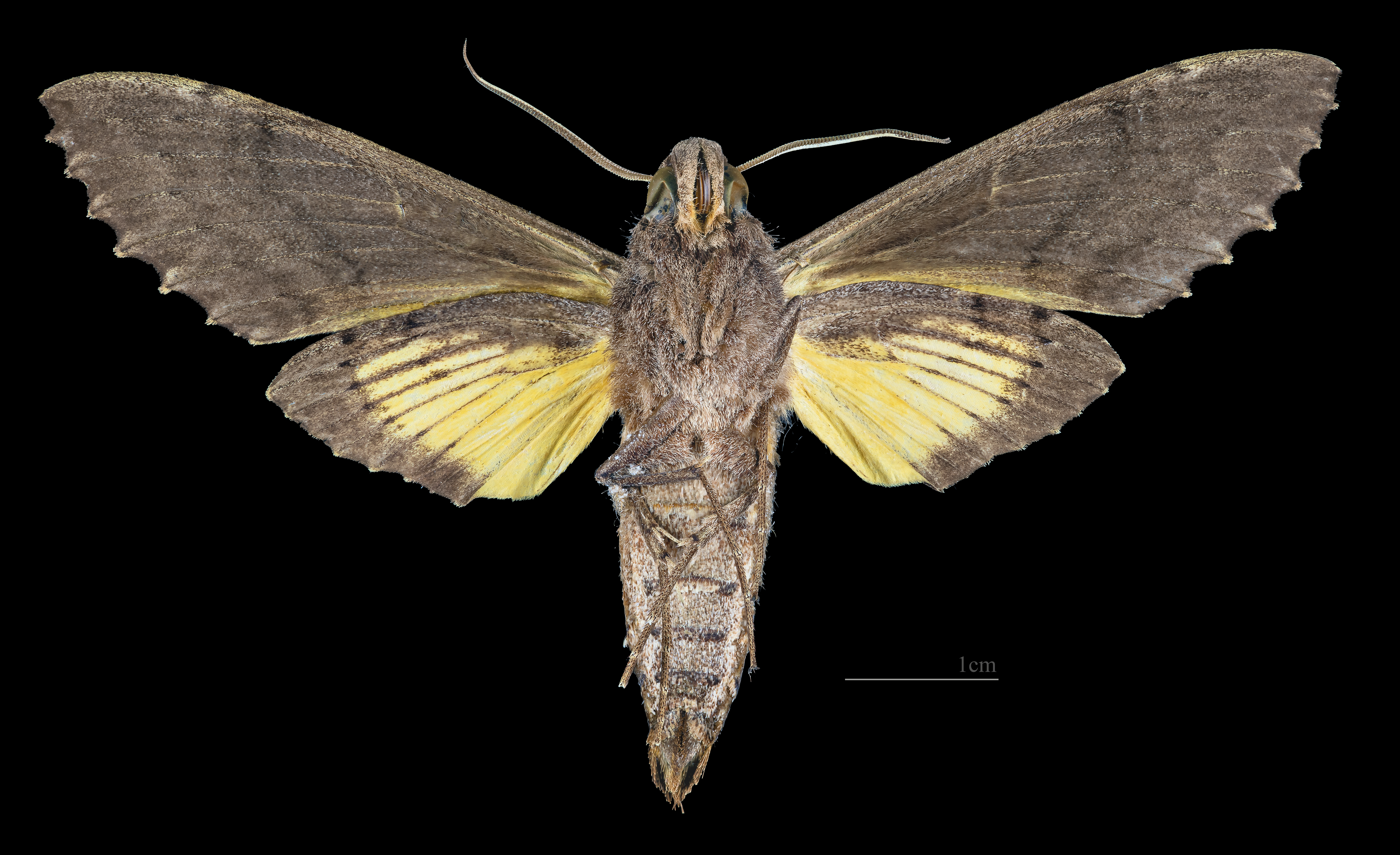
Female ventral

Mỗi năm loài này có thể có nhiều thế hệ.
Ấu trùng ăn Allamanda cathartica và Allamanda blancheti.

## Hình ảnh

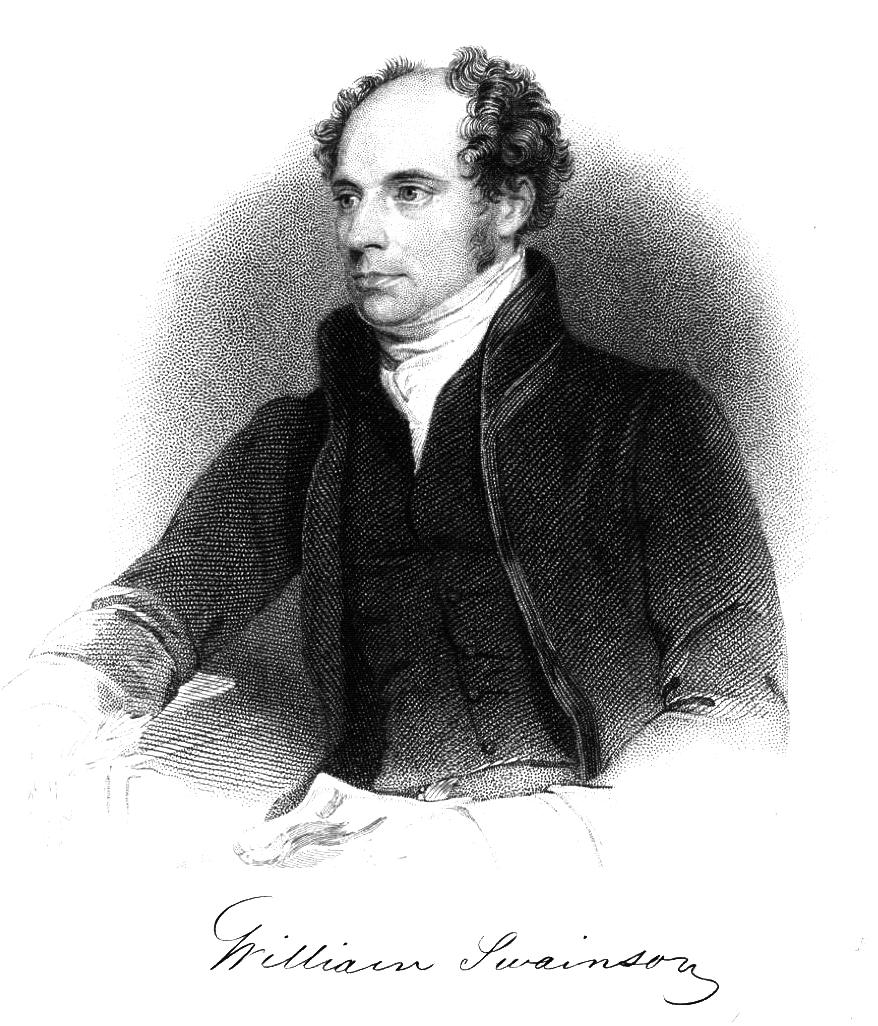
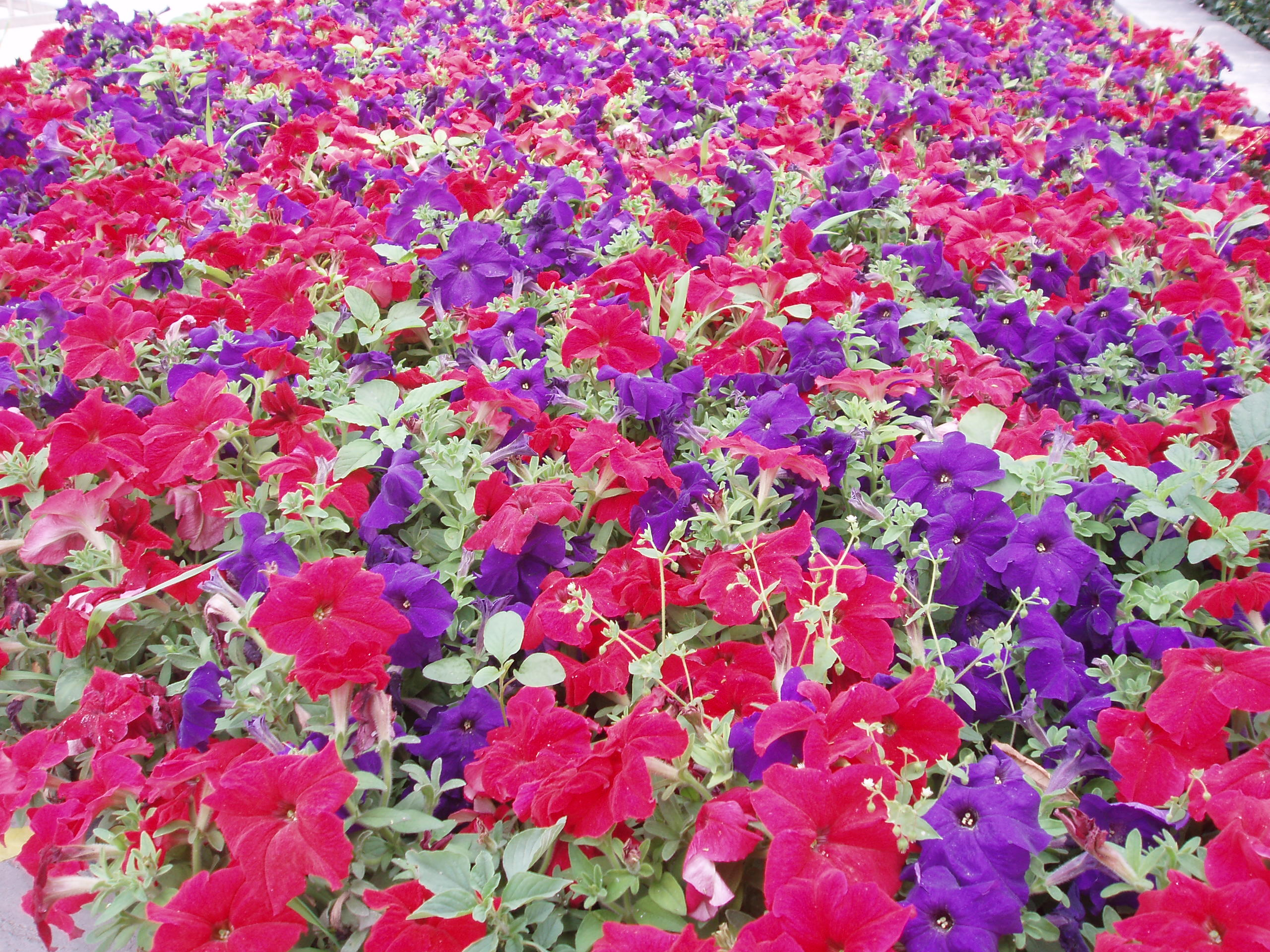